# Zlatovo
Zlatovo (en serbe cyrillique : Златово) est un village de Serbie situé dans la municipalité de Despotovac, district de Pomoravlje. Au recensement de 2011, il comptait 449 habitants.

## Démographie
| 1948  | 1953  | 1961  | 1971  | 1981 | 1991 | 2002 | 2011 |
| ----- | ----- | ----- | ----- | ---- | ---- | ---- | ---- |
| 1 076 | 1 128 | 1 083 | 1 043 | 978  | 945  | 549  | 449  |

|  |